# Soufiane Bouftini
Soufiane Bouftini (en arabe : سفيان بوفتيني), né le 3 mai 1994 à Azilal, est un footballeur marocain évoluant au poste de défenseur central à Al Wasl FC.

## Biographie

### En club
En 2019, il atteint la finale de la Coupe du Trône face au Tihad Athletic Sport (défaite, 2-1).
Le 21 septembre 2019, il reçoit sa première sélection avec l'équipe du Maroc A' face à l'Algérie A' sous les ordres d'Houcine Ammouta. Il joue également le match retour à l'occasion des qualifications au Championnat d'Afrique 2020.
En novembre 2020, Wydad AC était en négociations sérieuses avec Hassania pour rejoindre le joueur, mais les négociations n'étaient pas terminées. Désormais, Soufiane Bouftini poursuit sa carrière avec son club, Hassania d'Agadir.
Le 5 mai 2021, il est éliminé des quarts de finales de la Coupe du Maroc, après une défaite de 2-0 contre le Raja de Béni Mellal, club évoluant en D2 marocaine.
Le 28 juillet 2021, il signe librement un contrat de trois ans à Al Ahli SC, club arrivé à la quatrième place du championnat qatarien lors de la saison précédente.

### En sélection
Mi-janvier 2021, il figure sur la liste définitive de l'équipe du Maroc A' pour prendre part au championnat d'Afrique, sous les commandes de l'entraîneur Houcine Ammouta. Soufiane Bouftini joue la totalité des matchs de la CHAN 2021 et finit par remporter le titre international. Lors de la finale contre l'équipe du Mali A', il inscrit le premier but. Le match se solde sur une victoire de 2-0.
Le 22 novembre 2021, il figure parmi les 23 sélectionnés de Houcine Ammouta pour prendre part à la Coupe arabe de la FIFA 2021.

## Palmarès

### En club
Al Wasl FC
- Championnat des Émirats arabes unis :
  - Champion : 2023-24

- Coupe des Émirats arabes unis :
  - Vainqueur : 2024

### En sélection
Maroc A'
- Championnat d'Afrique des nations (CHAN)
  - Vainqueur : 2021